# Juan Holgado
Juan Carlos Holgado Romero (* 16. April 1968 in Dierdorf) ist ein spanischer Bogenschütze, der 1992 Olympiasieger wurde.
Juan Holgado hatte 1988 bei den Olympischen Spielen in Seoul in der Einzelwertung Platz 52 belegt und mit der Mannschaft nicht die Runde der besten 16 Teams erreicht. Unter ihrem russischen Trainer Wiktor Sidoruk konnten sich die spanischen Bogenschützen auch bei der Europameisterschaft 1990 und der Weltmeisterschaft 1991 nicht unter die besten Mannschaften vorkämpfen. Im Juni 1992 belegte die spanische Mannschaft allerdings bei der Europameisterschaft den vierten Platz. Anfang August 1992 bei den Olympischen Spielen in Barcelona standen überraschend vier europäische Mannschaften im Halbfinale. Dort konnten die Spanier mit Alfonso Menéndez, Antonio Vázquez und Juan Holgado, der in der Einzelwertung 45. geworden war, die Briten mit 236 zu 234 Ringen schlagen, im Finale setzten sich die drei Spanier vor heimischem Publikum mit 238 zu 236 gegen die Finnen durch.